# Publius Metilius Nepos
Publius Metilius Nepos (ca. 45 - 118) was een Romeinse politicus in de het laatste deel van de 1e eeuw na Christus. 
Hij was de zoon van Publius Metilius (geboren ca. 20). Hij was consul suffectus in het jaar 91 en werd voor de moord op keizer Domitianus in 96 n.Chr. (genoemde jaren zijn 92, 94, 95 of 96 n.Chr) tot gouverneur van Britannia benoemd. In 98 was hij legatus pro praetore. Waarschijnlijk stichtte Metilius Nepos de kolonies van Colonia Domitiana Lindensium (Lincoln) en Colonia Nervia Glevensium (Gloucester).
Later was hij van 105 tot 118, het jaar van zijn dood, Frater Arvale.
Hij was de vader van een tweede Publius Metilius Nepos, consul suffectus in 103 en opnieuw aangewezen voor het jaar 128. Zijn zoon   trouwde met Pontia en had de kinderen Publius Metilius Secundus Nepos, consul Suffectus in 123. Zijn zoon stierf in 127 of 128. 